# Meteorito
Un meteorito es un meteoroide que alcanza la superficie de un planeta debido a que no se desintegra por completo en la atmósfera.

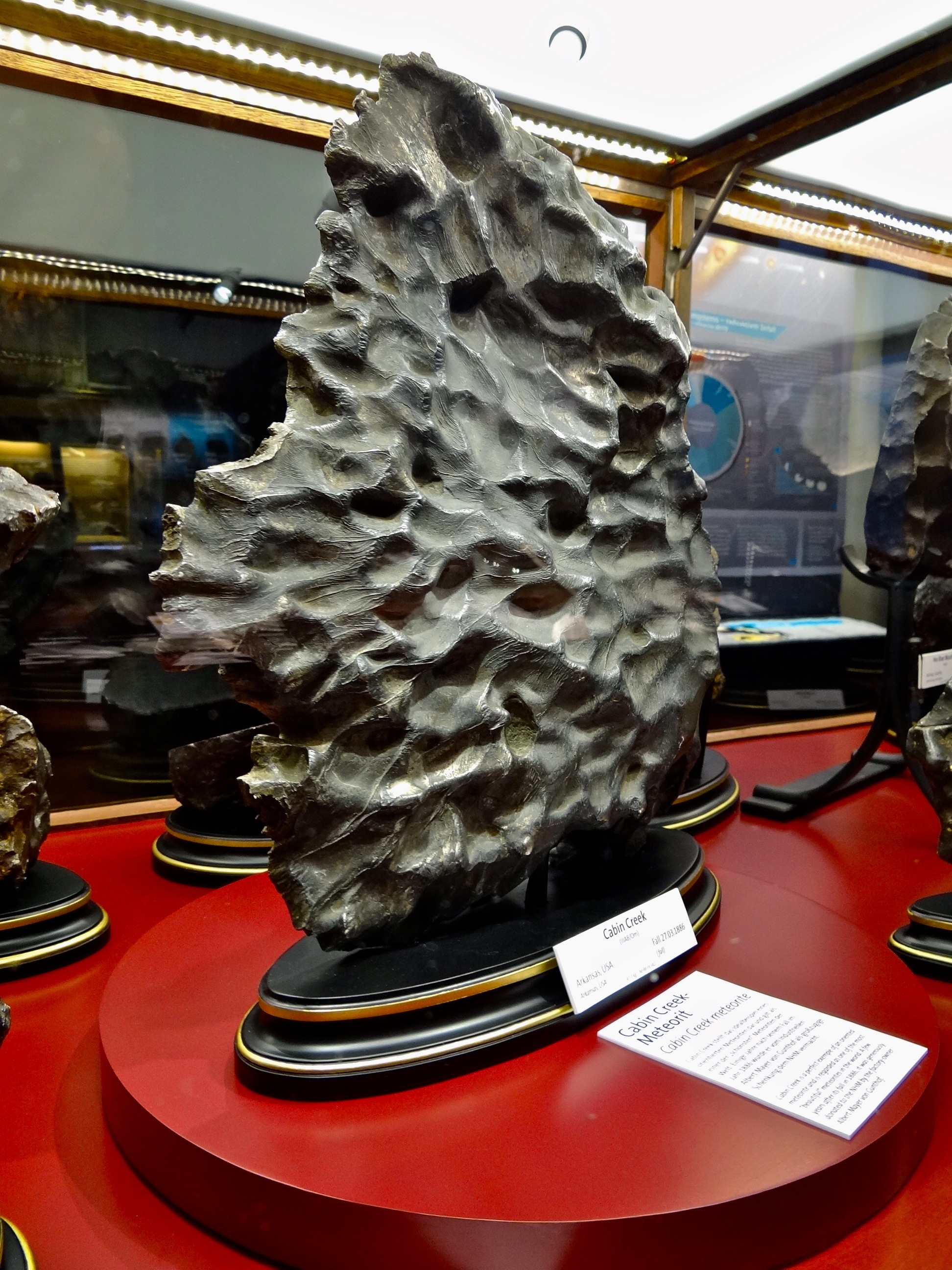
Meteorito metálico Cabin Creek.

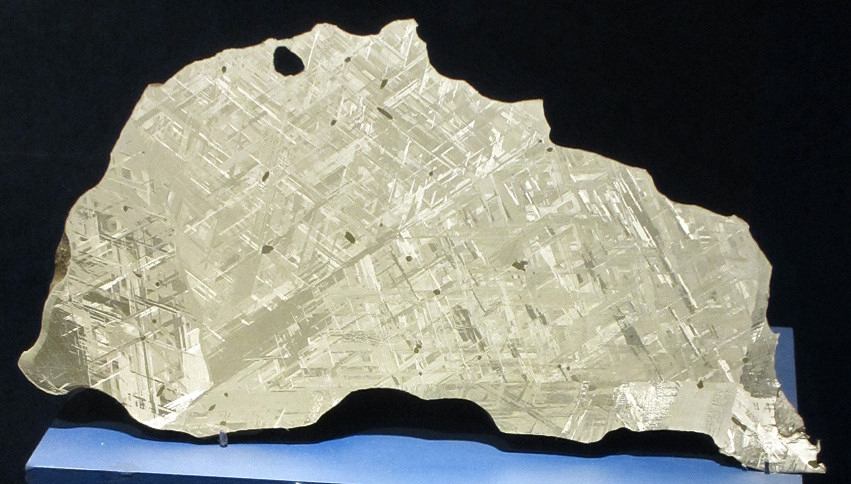
Meteorito metálico Gibeon.

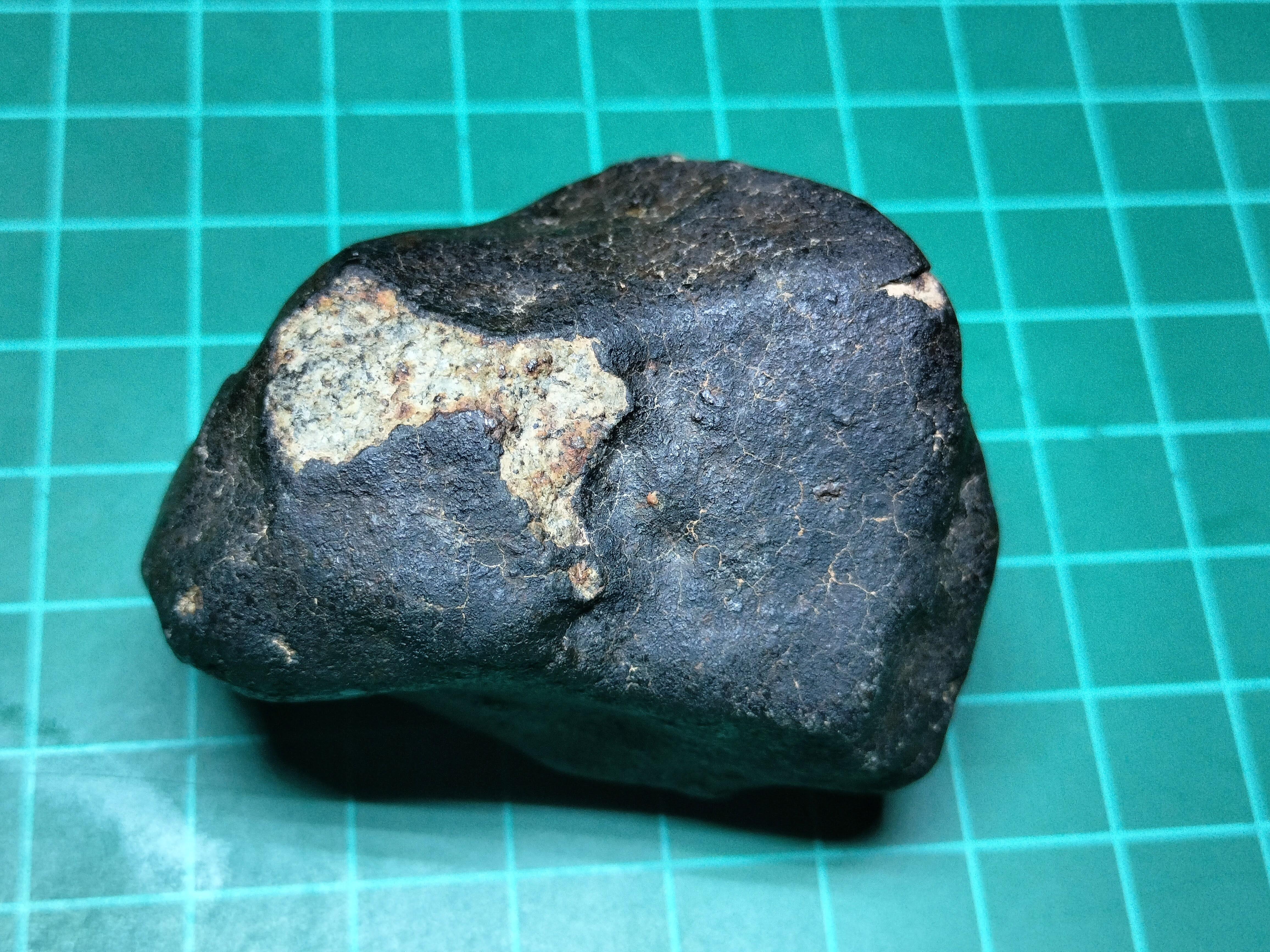
Condrita ordinaria HaH 346, mostrando una costra de fusión primaria con grietas formadas tras su enfriamiento

La luminosidad dejada al desintegrarse se denomina meteoro.
El término meteoro viene del griego μετέωρος meteoros, que significa «fenómeno en el cielo». Se emplea para describir el destello luminoso que acompaña la caída de materia del sistema solar sobre la atmósfera terrestre. Dicho destello se produce por la incandescencia temporal que sufre el meteoroide a causa de la presión de choque (el aire atmosférico se comprime al chocar con el cuerpo y, al aumentar la presión, aumenta la temperatura, que se transfiere al meteoroide), no de la fricción. Esto ocurre generalmente a alturas entre 80 y 110 kilómetros sobre la superficie de la Tierra.
Este término se emplea también en la palabra meteoroide, con la que nos referimos a la propia partícula sin ninguna relación con el fenómeno que produce cuando entra en la atmósfera de la Tierra. Un meteoroide es materia que gira alrededor del Sol o cualquier objeto del espacio interplanetario que es demasiado pequeño para ser considerado como un asteroide o un cometa. Las partículas que son más pequeñas todavía reciben el nombre de micrometeoroides o granos de polvo estelar, lo que incluye cualquier materia interestelar que pudiera entrar en el sistema solar. Un meteorito es un meteoroide que alcanza la superficie de la Tierra sin que se haya vaporizado completamente.
Generalmente, un meteorito en la superficie de cualquier cuerpo celeste es un objeto que ha venido desde otra parte del espacio. Los meteoritos también se han encontrado en la Luna y Marte.
Los meteoritos cuya caída se produce delante de testigos o que se logran recuperar instantes después de ser observados durante su tránsito en la atmósfera son llamados «caídas». El resto de los meteoritos se conocen como hallazgos. A la fecha (mediados de 2020), existen aproximadamente 1050 caídas atestiguadas que produjeron especímenes en las diversas colecciones del mundo. En contraste, existen más de 31 000 hallazgos de meteoritos bien documentados.
Los meteoritos se nombran siempre como el lugar en donde fueron encontrados, generalmente una ciudad próxima o alguna característica geográfica. En los casos donde muchos meteoritos son encontrados en un mismo lugar, el nombre puede ser seguido por un número o una letra (ejemplo: Allan Hills 84001 o Dimmitt (b)).

## Categorías
Tradicionalmente los meteoritos se han dividido en tres amplias categorías:
1. Meteorito pedregoso (rocas), integradas principalmente por los minerales de silicato; aerolito o litito.
  1. Condrita
  2. Acondrita
2. Meteorito metálico, se componen en gran parte de hierro-níquel; siderito.
3. Meteorito pedregoso-metálico, que contienen grandes cantidades de material metálico y rocoso; litosiderito.

Los modernos esquemas de clasificación dividen los meteoritos en grupos según su estructura, composición química e isotópica, y mineralogía.
- Escala de Turín, es un método de clasificación del peligro de impacto asociado a los objetos de tipo NEO (Near Earth Objects, objetos cercanos a la Tierra), entre los que se encuentran asteroides y cometas.

## Fenómeno de caída de meteoritos

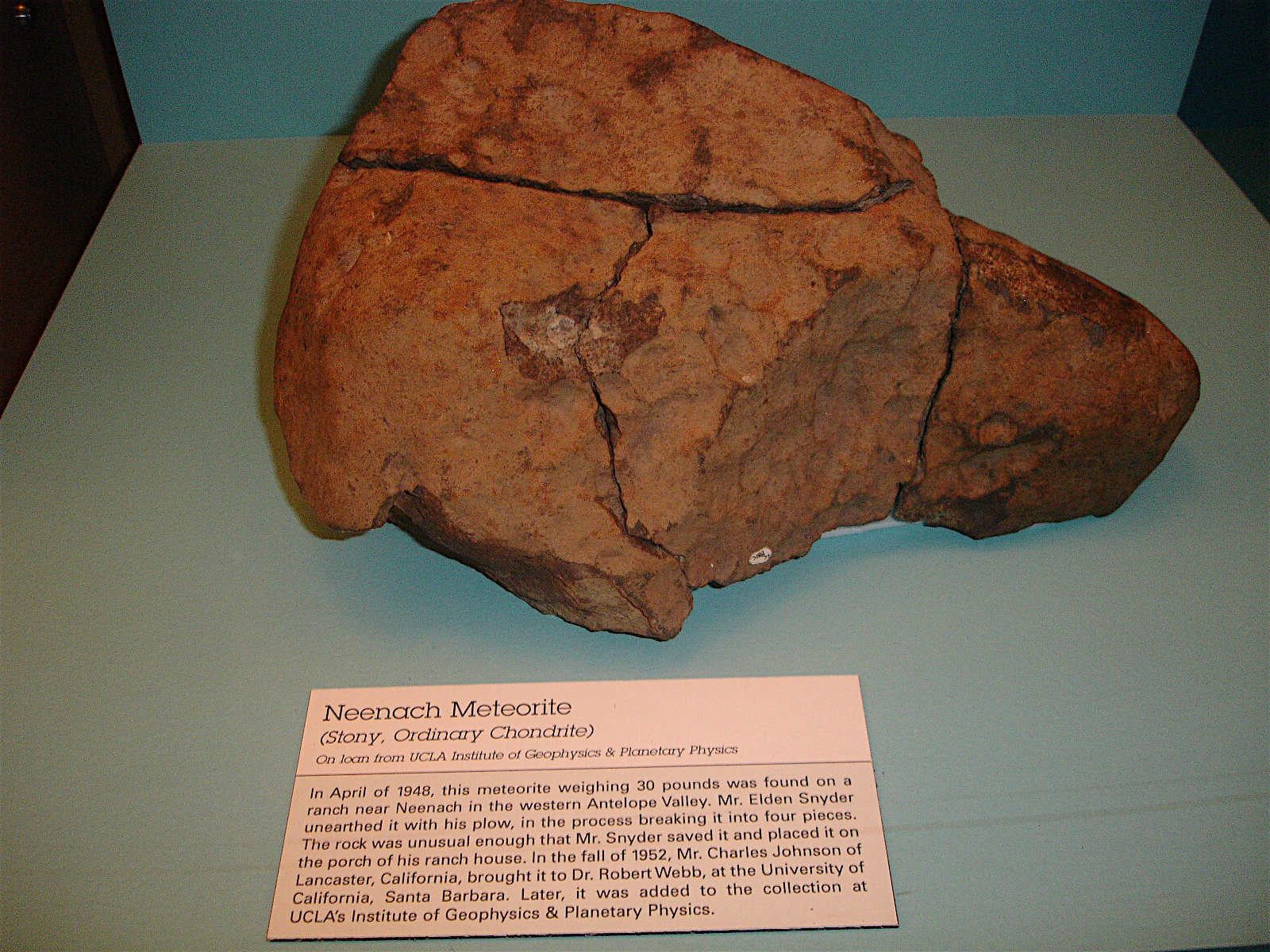
El meteorito Neenach encontrado en Antelope Valley, California, Estados Unidos.

La mayoría de los meteoroides se desintegran al incorporarse en la atmósfera de la Tierra; no obstante, se estima que 100 meteoritos de diverso tamaño (desde pequeños guijarros hasta grandes rocas del tamaño de una pelota de baloncesto) entran en la superficie terrestre cada año; normalmente solo 5 o 6 de estos son recuperados y son descubiertos por científicos. Pocos meteoritos son lo bastante grandes para crear cráteres que evidencien un impacto. En vez de esto, solo llegan a la superficie a su velocidad terminal (caída libre), y la mayoría tan solo crea un hoyo pequeño (véase:capacidad de penetración). Sin embargo, algunos de los meteoritos que caen han causado daño a inmuebles, ganado, e incluso a la gente.
Los grandes meteoroides podrían chocar con la Tierra con una fracción de su velocidad cósmica, originando un cráter de hipervelocidad de impacto. El tamaño y tipo del cráter dependerá del tamaño, de la composición, del grado de fragmentación, y del ángulo entrante del meteorito. La fuerza de tales colisiones tiene el potencial de causar una destrucción extensa. Los choques a hipervelocidad más frecuentes, normalmente son causados por un meteorito metálico, los cuales son más resistentes y transitan intactos en la atmósfera terrestre. Algunos ejemplos de cráteres causados por meteoroides metálicos incluyen al cráter Barringer, los cráteres de Wabar, y el cráter de Wolfe Creek, ya que en estos cráteres se encontró un meteorito metálico o sus fragmentos. En contraste, incluso los cuerpos pedregosos o helados que son relativamente grandes (como los cometas pequeños o los asteroides) y que llegan a pesar millones de toneladas, son frenados en la atmósfera, y por lo tanto no hacen cráteres de impacto. Aunque tales acontecimientos no son frecuentes, pueden provocar una considerable conmoción; el famoso evento de Tunguska probablemente resultó de tal incidente.
Grandes objetos pedregosos (de centenares de metros en diámetro o más y que logran pesar decenas de millones de toneladas o más) pueden alcanzar la superficie y causar grandes cráteres, sin embargo, estos son muy raros. Estos acontecimientos generalmente son tan enérgicos que el meteoro impactor se destruye por completo sin dejar ningún meteorito. (El primer vestigio de un meteorito pedregoso encontrado en asociación con un gran cráter de impacto fue el cráter de Morokweng en Sudáfrica, descubierto en mayo de 2006).
Existen varios fenómenos bien documentados sobre caídas de meteoritos que fueron atestiguados, aun cuando estos fueron demasiado pequeños para producir cráteres de hipervelocidad. La estela de fuego que se genera mientras el meteoroide pasa a través de la atmósfera puede lucir muy brillante, llegando a rivalizar en intensidad con el Sol, aunque la mayoría son muy difusos y no se pueden apreciar incluso durante la noche. Se han reportado avistamientos en diversos colores, que incluyen al amarillo, el verde y el rojo. Los flashes y las explosiones de luz pueden ocurrir mientras el objeto se desintegra. A menudo, durante las caídas de meteoritos se escuchan explosiones, detonaciones, y rugidos que pueden ser causadas por explosiones sónicas, así como ondas expansivas que resultan de la fragmentación del cuerpo. Estos sonidos pueden ser escuchados sobre amplias áreas que llegan a abarcar varios miles de kilómetros cuadrados. Otros sonidos que se producen pueden ser chiflidos y silbidos, pero son pobremente comprendidos. No es inusual que después del paso de la estela de fuego, en la atmósfera se rezague un rastro de polvo por cierto tiempo.

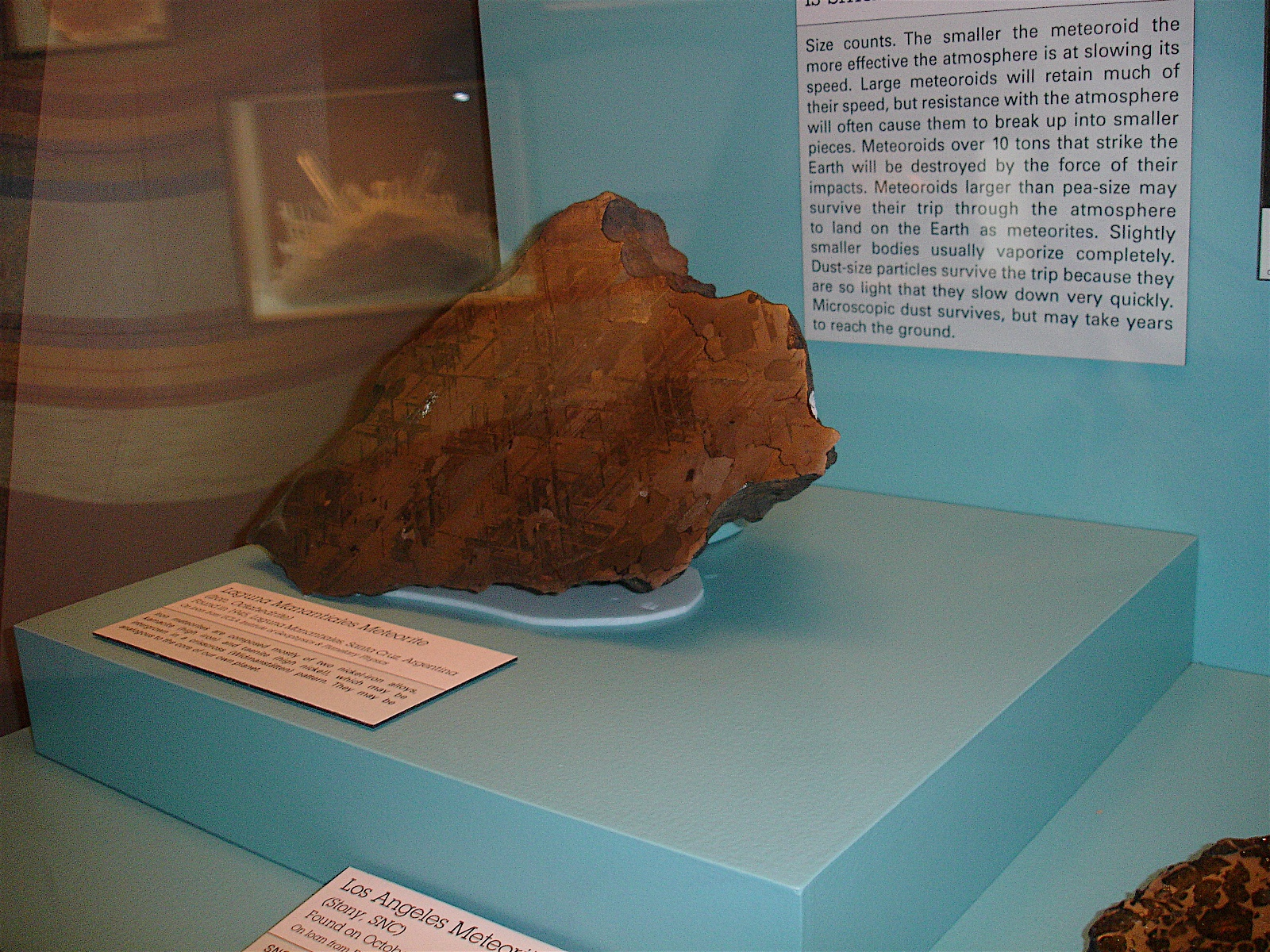
El meteorito Laguna Manantiales hallado en Santa Cruz, Argentina.

Mientras que los meteoroides se calientan durante su paso a través de la atmósfera, sus superficies se derriten y experimentan la ablación térmica. Durante este proceso pueden ser esculpidos en varias formas, dando por resultado profundas «huellas digitales», en forma de muescas sobre sus superficies llamadas los regmagliptos. Si el meteoroide mantiene una orientación fija por cierto tiempo sin tambalearse, puede desarrollar una «nariz en forma de cono» o una forma cónica. Al sufrir la desaceleración, la capa superficial fundida se solidifica en una fina corteza de fusión, la cual en la mayoría de los meteoritos es negra (en algunas acondritas, la corteza de fusión puede ser ligeramente rojiza). En los meteoritos pedregosos, la zona afectada por el calor tan solo abarca unos pocos milímetros de espesor; en los meteoritos metálicos (los cuales son mejores conductores de calor), la estructura de metal puede ser afectada por el calor hasta 1 centímetro debajo de la superficie. Se ha reportado que cuando aterrizan los meteoritos, son un poco cálidos al tacto, pero nunca son extremadamente calientes. No obstante, los informes varían grandemente, ya que algunos meteoritos son avistados "quemándose" durante su aterrizaje, mientras que otros se avistan formando una capa de hielo sobre su superficie.
Los meteoroides que experimentan la fragmentación en la atmósfera pueden caer como una lluvia de meteoritos, las cuales pueden variar desde tan solo unas pocas rocas, hasta miles de guijarros. El área sobre la cual cae una lluvia de meteoritos se conoce como “campo de dispersión”. Los campos de dispersión comúnmente tienen forma elíptica, donde su eje mayor siempre es paralelo con la dirección de vuelo del meteoroide. En la mayoría de los casos, los meteoritos más grandes de una lluvia son encontrados un poco más lejos que el resto de las rocas dentro del campo de dispersión.

## Tipos de meteoritos

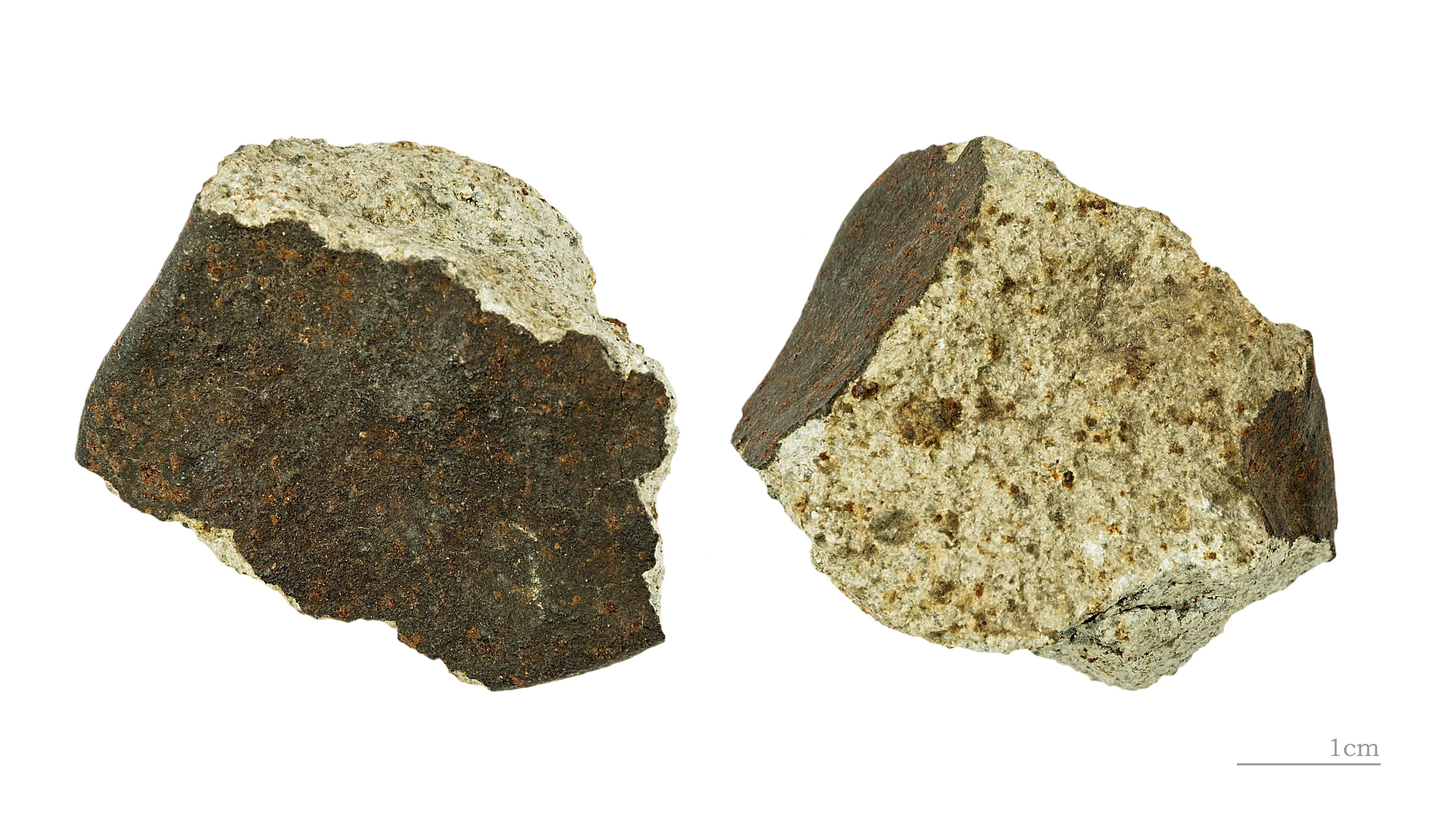
Meteorito Phnom Penh (condrita L6).

- Aproximadamente, un 86 % de los meteoritos que caen sobre la Tierra son condritas, los cuales adquieren su nombre de las pequeñas partículas redondas que contienen. Estas partículas, o cóndrulos, se componen principalmente de minerales de silicato que parecen haberse fundido mientras se encontraban flotando libremente en el espacio. Las condritas también contienen pequeñas cantidades de materia orgánica, que incluye los aminoácidos, y granos presolares. Típicamente, las condritas tienen 4550 millones de años de antigüedad y se piensa que representan materiales del cinturón de asteroides que nunca conformaron grandes cuerpos. Al igual que los cometas, los asteroides condríticos son algunos de los materiales más antiguos del sistema solar. A menudo se considera a las condritas como los «bloques de construcción de los planetas».

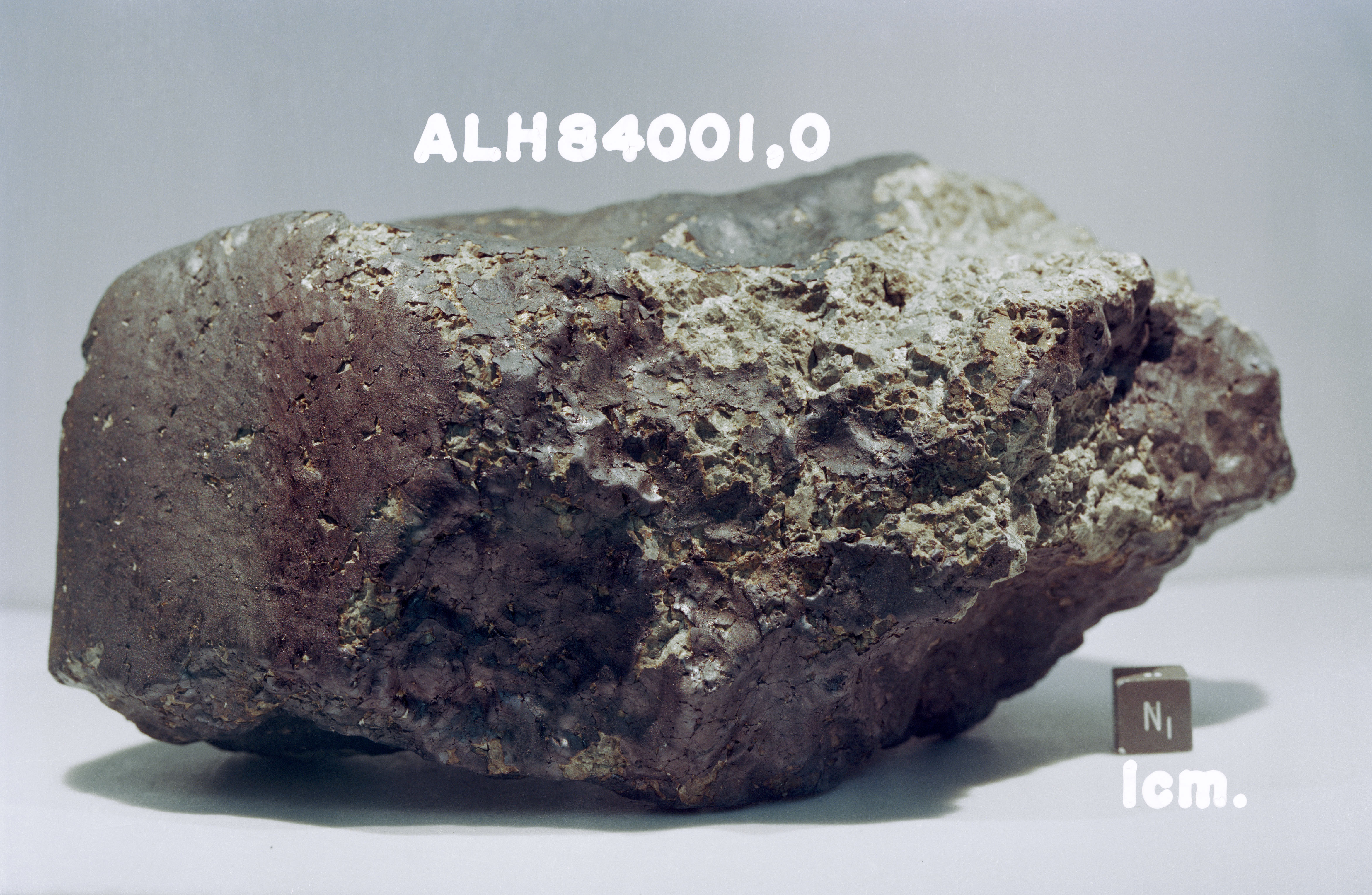
Meteorito marciano ALH84001 (acondrita).

- Cerca de un 8 % de los meteoritos que caen sobre la Tierra son acondritas, de las cuales algunas son similares a las rocas ígneas terrestres. La mayoría de las acondritas son rocas antiguas y se piensa que representan material cristal de los asteroides. Una gran familia de acondritas pudo haberse originado en el asteroide 4 Vesta. Otras se derivan de diferentes asteroides. Dos pequeños grupos de acondritas son especiales, ya que estos son más jóvenes y no parecen provenir del cinturón de asteroides. Uno de estos grupos proviene de la Luna, e incluye rocas similares a las que fueron traídas a la Tierra por los programas Apolo y Luna. El otro grupo tiene una alta probabilidad de ser originario de Marte y son los únicos materiales de otros planetas que han sido recobrados por el ser humano.
- Alrededor del 5 % de los meteoritos que caen son metálicos, formados por dos aleaciones de hierro-níquel, la kamacita y la taenita. Se cree que la mayoría de los meteoritos metálicos provienen del centro de algunos asteroides que alguna vez estuvieron fundidos en uno solo. Al igual que en la Tierra, el metal más denso estuvo separado del material de silicato y ubicado hacia el centro del asteroide, formando una base. Después de que el asteroide se solidificó, este se fragmentó en una colisión contra otros asteroides. Debido a la ausencia de hierro en las áreas de hallazgos, tales como la Antártida, en donde se ha encontrado mucho material, se piensa que aunque el hierro constituye aproximadamente el 5 % de las rocas recuperadas, puede ser que realmente sean considerablemente mucho menos comunes que lo supuesto previamente.

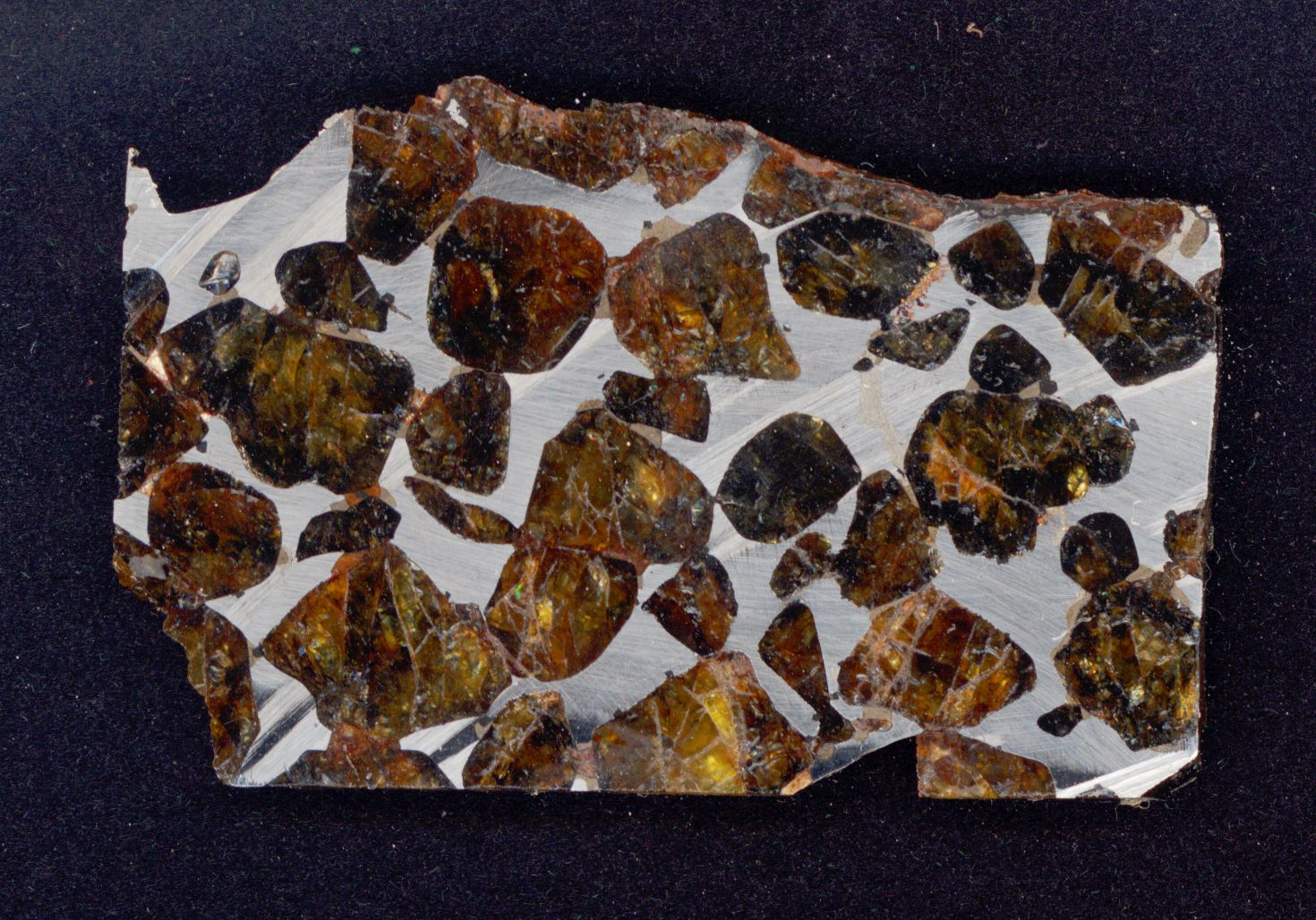
Meteorito pedregoso-metálico Pallasovka (pallasite).

- Los meteoritos pedregoso-metálicos constituyen el 1 % restante. Son una mezcla de los metales hierro-níquel y minerales de silicato. Se piensa que un tipo de meteorito llamado palasitas, se originó en la zona límite sobre las regiones base donde se originaron los meteoritos metálicos. Otro tipo de meteoritos pedregoso-metálicos son los mesosideritas.

## Recuperación de meteoritos

### Caídas
La mayoría de las caídas se recobran por avistamientos de las bolas de fuego o el descubrimiento del impacto en los suelos. Sin embargo, un pequeño número de estos se ha podido avistar con cámaras automáticas y se ha recobrado siguiendo una ruta calculada para el punto de impacto. El primero de estos fue el meteorito de Příbram, el cual cayó en esta ciudad de Checoslovaquia (ahora la República Checa) en 1959. En este caso, se usaron dos cámaras para fotografiar meteoros y capturaron imágenes de la bola de fuego. Las imágenes fueron usadas para determinar la ubicación de las rocas en el suelo y más significativamente, para calcular por primera vez una órbita aproximada de un meteorito recuperado.
Después de la caída de Příbram, otros países establecieron programas de observación automatizada teniendo como objetivo estudiar el ingreso de los meteoritos. Uno de estos fue la Red Prairie (Prairie Network), operada por el Observatorio Astrofísico Smithsoniano a desde 1963 hasta 1975 en el oeste de los EE. UU., este programa también observó una caída de meteorito, el "Lost City chondrite", permitiendo su recuperación y un cálculo de su órbita. Otro programa fue creado en Canadá, el Proyecto de Observación y Recuperación de Meteoritos (Meteorite Observation and Recovery Project) funcionó de 1971 a 1985. Este también recuperó un solo meteorito, el Innisfree, en 1977. Finalmente, observaciones operadas por la Red Europea de Bólidos (European Fireball Network, descendiente del programa checo original que recuperó el Pribram), consiguió calcular y descubrir el meteorito de Neuschwanstein en 2002. Recientemente la Red Española de Investigación sobre Bólidos y Meteoritos ha recuperado los meteoritos Villalbeto de la Peña y Puerto Lápice, las últimas dos caídas acaecidas en España.
Precisamente del estudio del vídeo y las fotografías obtenidas de la bola de fuego que produjo la caída del meteorito Villalbeto de la Peña también se obtuvo la órbita en el sistema solar.
El 15 de febrero de 2013 cayó en Cheliábinsk, en los Montes Urales (Rusia), un meteorito que medía aproximadamente 17 metros de alto por 15 metros de ancho, con una masa de 10 000 toneladas en el momento de su ingreso a la atmósfera. La bola incandescente provocó 1491 heridos por la onda expansiva y daños económicos que superaron los 1000 millones de rublos (aproximadamente 33 millones de dólares).

### Hallazgos

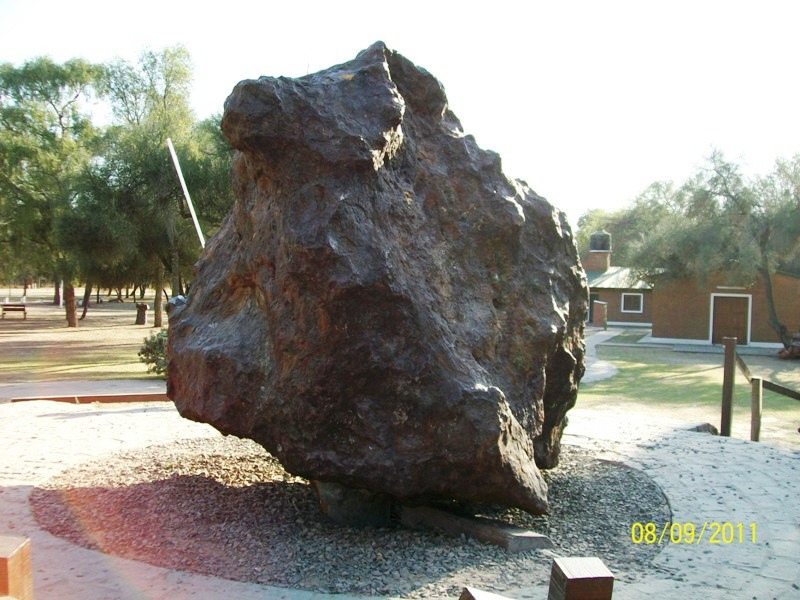
Campo del Cielo meteorite, El Chaco fragment, back2.

Hasta el siglo XX, solamente algunos hallazgos de cientos de meteoritos habían sido realizados por arqueólogos. De estos, el 80 % fueron meteoritos metálicos y metalo-rocosos, que se distinguen fácilmente de las rocas terrestres. Hasta hoy en día, se descubren cada año pocos meteoritos rocosos que se puedan considerar como hallazgos "accidentales". Ahora existen más de 30 000 hallazgos de meteoritos en las colecciones del mundo que comenzaron con los descubrimientos de Harvey H. Nininger.

### Los grandes llanos de Estados Unidos
La estrategia de Nininger para buscar meteoritos fue buscar en los grandes llanos de los Estados Unidos, donde la tierra está en gran parte cultivada y el suelo contenía muy pocas rocas. Entre los años 20 y los 50, viajó a través de la región, educando a la gente local sobre como lucían los meteoritos y qué hacer si ellos encontrasen uno; por ejemplo, al despejar un campo. El resultado fue el descubrimiento de más de 200 nuevos meteoritos, sobre todo del tipo pedregoso.
Al final de los años 60, los grandes llanos del condado de Roosevelt en Nuevo México fueron un lugar particularmente bueno para encontrar meteoritos. Después del descubrimiento de algunos meteoritos en 1967, una campaña de conciencia pública dio lugar al hallazgo de casi 100 nuevos especímenes, donde muchos fueron encontrados por una sola persona, Ivan Wilson. En total, fueron encontrados casi 140 meteoritos en la región desde 1967. En el área de los hallazgos, la tierra había estado cubierta originalmente por una capa de tierra suelta. Durante un periodo de erosión, el suelo flojo fue eliminado, saliendo de él todo tipo de rocas y meteoritos que estaban presentes en la superficie.

### Antártida
Entre 1912 y 1964, los grupos de búsqueda en la Antártida encontraron algunos meteoritos. Posteriormente, en 1969, la «Décima Expedición de Investigación Antártica Japonesa» encontró nueve meteoritos en un campo de hielo azul cerca de las montañas de Yamato. Con este descubrimiento, se descubrió que el movimiento de las hojas del hielo pudo actuar para concentrar los meteoritos en ciertas áreas. Después de que en 1973 fuese encontrada en el mismo lugar una docena de otros especímenes, se lanzó una expedición japonesa en 1974, dedicada a la búsqueda de meteoritos. Este equipo recuperó casi 700 meteoritos. Un poco después, los Estados Unidos comenzaron su propio programa para buscar meteoritos antárticos, operando a lo largo de las montañas Transantárticas en el otro lado del continente: el ANSMET (ANtarctic Search for METeorites, Búsqueda de Meteoritos en la Antártida). A finales de los ochenta, también los equipos europeos (comenzando con un consorcio llamado EUROMET); y la continuación de un programa italiano, el Programma Nazionale di Ricerche in Antartide también llevaron a cabo búsquedas sistemáticas de meteoritos antárticos. Recientemente, un programa chino, la Exploración Científica Antártica de China, ha conducido búsquedas altamente exitosas de meteoritos desde el año 2000. Los esfuerzos combinados de todas estas expediciones han producido más de 23 000 especímenes de meteoritos clasificados desde 1974, sin contar los millares que aún no se han clasificado. Para más información vea el artículo de Harvey (2003).

### Australia
Al mismo tiempo que las concentraciones de meteoritos eran descubiertas en el frío desierto de Antártida, los coleccionistas descubrieron que también podían ser encontrados muchos meteoritos es el cálido desierto de Australia. Algunas docenas de meteoritos se han encontrado en la región Nullarbor del oeste y sur de Australia. Búsquedas sistemáticas entre 1971 y el presente han recuperado 500 o más, de los cuales aproximadamente 300 están bien clasificados. Los meteoritos pueden ser encontrados en esta región debido a que el suelo presenta una planicie cubierta de roca moldeada. En un clima extremadamente árido, ha habido relativamente muy poca sedimentación sobre la superficie por decenas de miles de años, permitiendo que los meteoritos se acumulen sin que sean enterrados o destruidos. Los meteoritos oscuros entonces pueden ser reconocidos entre los más pálidos guijarros y rocas terrestres.

### El Sahara y la creciente comercialización
Entre 1986 y 1987, un equipo alemán que instalaba estaciones sísmicas para la exploración de mantos petrolíferos descubrió 65 meteoritos en una planicie del desierto a cerca de 100 km al sureste de Dirj (Daraj), Libia. Este fue el primer indicio de que un vasto número de meteoritos podían ser encontrados en ciertas partes del Sahara. Unos años más tarde, un ingeniero anónimo que era un fanático del desierto observó algunas fotografías de meteoritos encontradas en la Antártida, y recordó haber observado rocas similares en zonas que había recorrido al norte de África. En 1989, regresó a Argelia y recobró cerca de 100 meteoritos de por lo menos 5 localidades. En los siguientes 4 años, él y otros seguidores encontraron por lo menos 400 meteoritos más en las mismas locaciones, y en algunas nuevas áreas en Argelia y Libia. Los lugares donde encontraron los meteoritos eran en zonas conocidas como regs (desiertos) o hamadas, que son áreas planas cubiertas tan solo por guijarros y pequeñas cantidades de arena. En estos lugares, los meteoritos oscuros pueden ser avistados fácilmente, donde se han preservado muy bien debido al clima árido.
Aun cuando los meteoritos habían sido vendidos comercialmente y recogidos por aficionados durante muchas décadas, hasta la época de los hallazgos de Sahara a final de 1980 y principio de la década de los 90, la mayoría de los meteoritos fueron depositados o comprados por los museos y las instituciones similares donde fueron exhibidos y se hicieron disponibles para la investigación científica. Sin embargo, la rápida disponibilidad de una gran cantidad meteoritos que se podían encontrar con relativa facilidad en los lugares que eran fácilmente accesibles, llevó al rápido incremento de la colección comercial de meteoritos. Este proceso fue acelerado en 1997 cuando los meteoritos provenientes de la Luna y Marte fueron encontrados en Libia. Al final de la década de los años 90, se habían lanzado expediciones privadas de búsqueda de meteorito a través del Sahara. Aun así, algunos especímenes de meteoritos recuperados de esta manera también se depositan en colecciones para investigación, pero la mayoría del material se vende a los coleccionistas privados. Estas expediciones ahora han traído un número mayor de 2000 meteoritos clasificados encontrados en Argelia y Libia.
Cuando se corrió la voz en los países árabes sobre el beneficioso comercio de meteoritos, se crearon los primeros mercados de meteoritos, especialmente en Marruecos, apoyados por nómadas y gente local quienes escarbaron en el desierto en búsqueda de especímenes para vender. De esta manera, millares de meteoritos se han distribuido, de los cuales la mayoría no se tiene información sobre cómo, cuándo, o dónde se descubrieron. Estos son los llamados «Meteoritos del Noroeste de África».

### Omán
En 1999, los cazadores de meteoritos descubrieron que el desierto al sur y el centro de Omán también era favorable para la recolección de muchos especímenes. Los llanos de grava en las regiones Dhofar y Al Wusta en Omán, al sur de los desiertos de arena de Rub al-Jali, habían rendido cerca de 2000 meteoritos a fecha de mediados de 2006. Entre estos se incluyen una gran cantidad de meteoritos lunares (como el Dhofar 911) y marcianos (como el NWA 2737), haciendo de Omán una zona particularmente importante para los científicos y los coleccionistas. Las primeras expediciones en Omán fueron hechas principalmente por traficantes de meteoritos, no obstante los equipos internacionales, omaníes y científicos europeos ahora también han recogido especímenes.

### Argentina y Campo del Cielo
Campo del Cielo es la denominación de una extensa región del norte de la Argentina ubicada en el Chaco Austral, actualmente en el límite entre las provincias del Chaco y Santiago del Estero, en la cual hace aproximadamente 4000 años impactó una lluvia de meteoritos metálicos resultantes de la explosión en la atmósfera de un asteroide de alrededor de 840 000 kg. 

## Historia de las representaciones y del estudio de los meteoritos

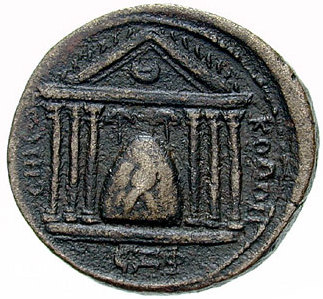
Moneda de Emesa en bronce que representa el templo del dios solar Heliogábalo y su betilo con un águila en relieve.

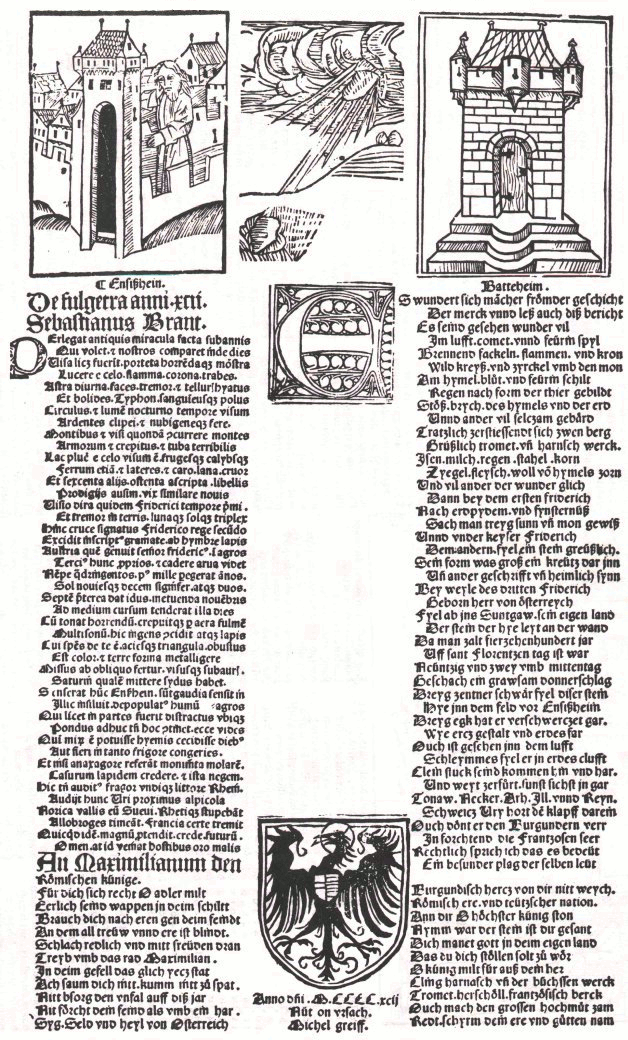
Der Donnerstein von Ensisheim, un relato de Sébastien Brant sobre la caída del meteorito de Ensisheim de 1492.

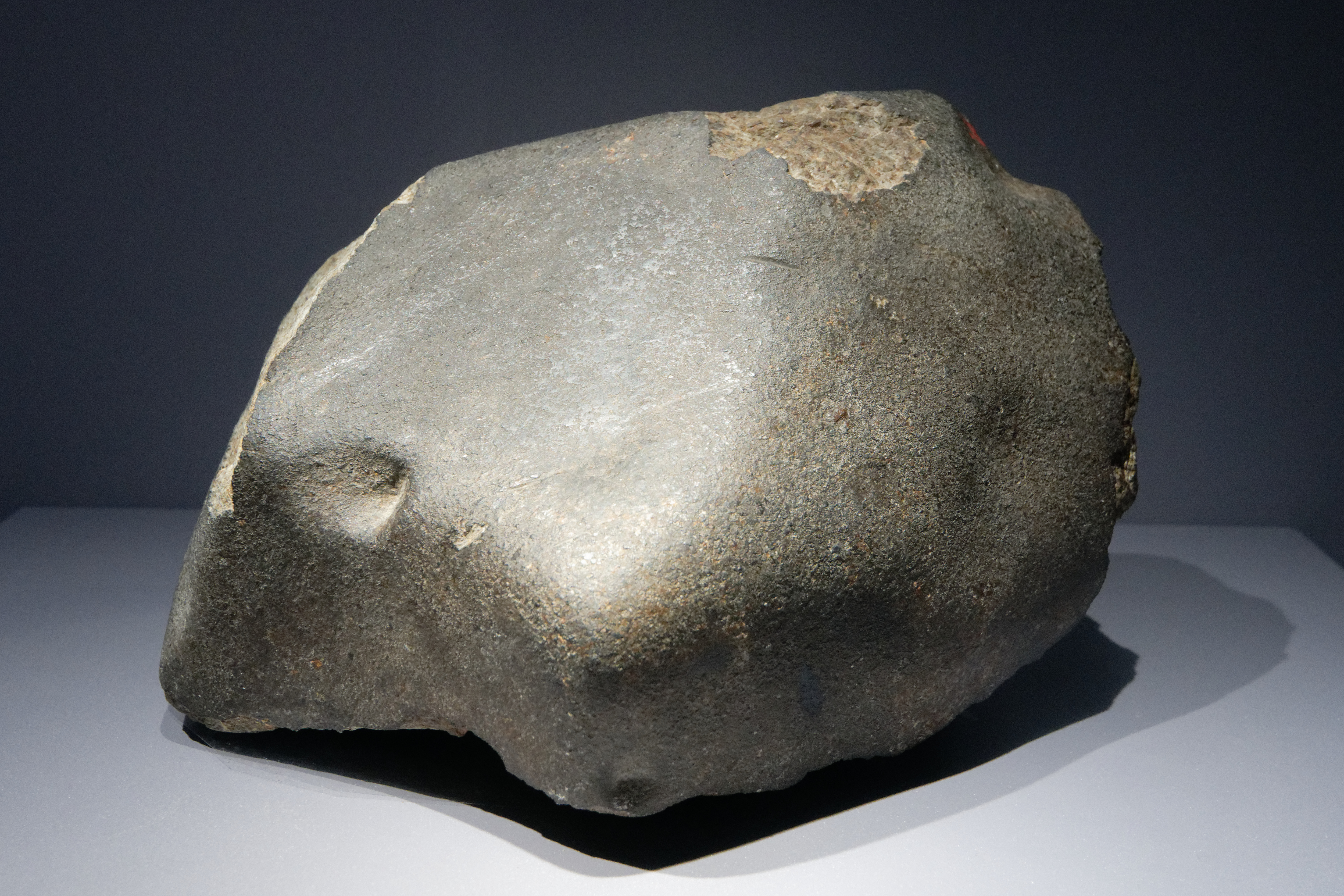
El meteorito L'Aigle, caído en 1803, el primer meteorito estudiado científicamente. Jean-Baptiste Biot realizó un exhaustivo informe enviado ese mismo año a la Academia de Ciencias de París.

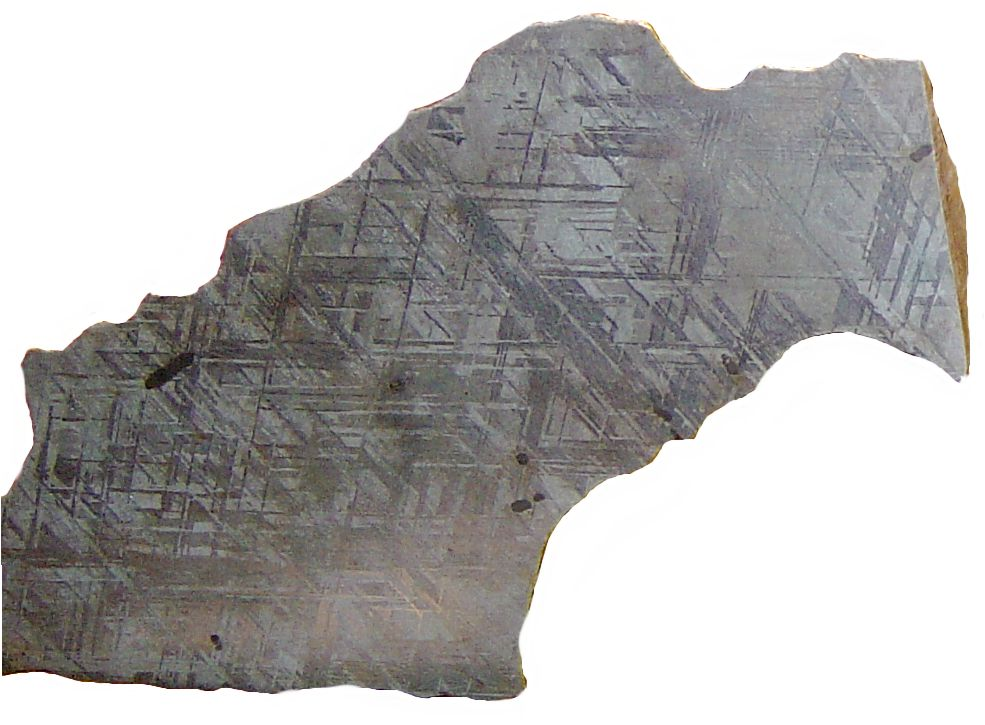
Sección de un meteorito de hierro, con las figuras de Widmanstätten aparentes.

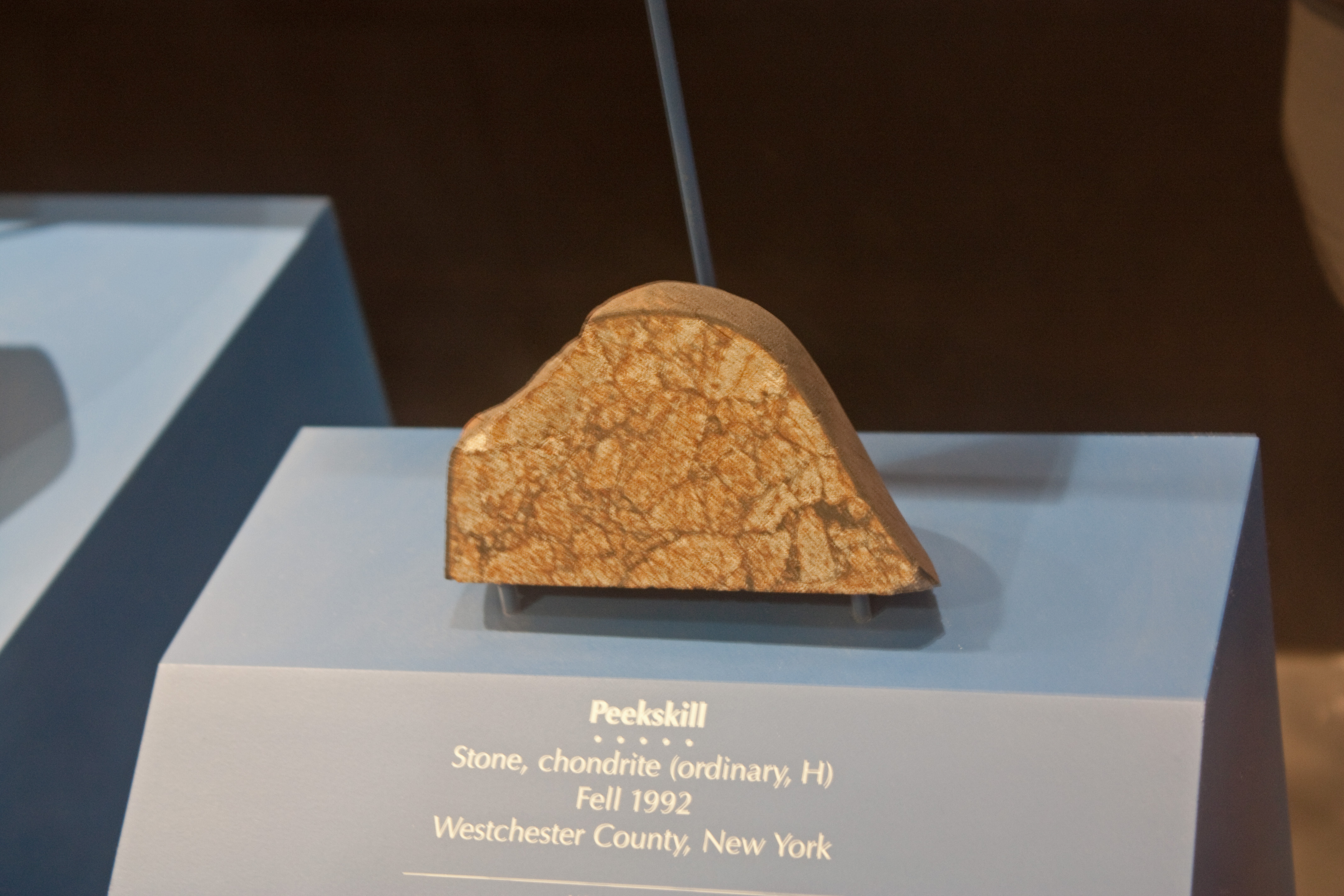
La corteza de fusión en el meteorito de Peekskill representa la última superficie derretida, luego vitrificada, después de la interrupción del proceso de ablación.

### Del objeto sagrado al objeto científico
Si llueven piedras, es porque los vientos las elevaron primero.
Plinio el Viejo. Extracto de Historia Natural, libro II, capítulo XXXVIII ...desde el latín: De aere; Quare lapidibus pluat.

 (Del aire: por qué llueven piedras)

La historia de las representaciones de los meteoritos muestra la evolución histórica de las diferentes percepciones de estos objetos, desde ser considerados objetos sagrados hasta objetos explicados por la ciencia.
A lo largo de los siglos, los meteoritos han sido venerados como objetos sagrados por varias culturas y civilizaciones antiguas. La caída espectacular de un meteorito —con su luz intensa y a veces fenómenos sonoros, como en el meteorito de Nōgata descubierto en 861, el más antiguo recolectado que aún se conserva— siempre ha despertado la imaginación humana, evocando miedo, respeto o adoración. Entrañó la búsqueda de esos objetos caídos del cielo para convertirlos en objetos sagrados del poder y de las ceremonias religiosas, como los betilos que constituyen el ónfalo de los griegos en Delfos o la piedra Negra de la Kaaba en La Meca. Los meteoritos de hierro también se utilizaron desde el principio como joyas y armas, como atestigua una daga de hierro meteórico encontrada en la tumba de Tutankamón. Entre los inuit, la Edad del Hierro comenzó a partir de la caída del meteorito de Cape York, al usar los nativos las esquirlas de hierro extraídas de ese tipo de meteorito para fabricar hojas de cuchillo y puntas de arpón.
La primera mención de un meteorito en el corpus escrito occidental se debe a Anaxágoras, quien cita la caída de meteoritos en Creta en 1478 a. C. Aunque su predicción de la caída de un meteorito cerca de Agos Potamos después del paso de un cometa en 476 a. C. sea legendario, fue el primero en formular una hipótesis sobre su origen, pensando audazmente que ese meteorito provendría del Sol y lo consideró una piedra en llamas. Los autores en la antigua China registran la caída de rocas en sus obras sin dar ninguna razón. Los autores en lengua árabe hacen lo mismo, como Avicena en la sección de geología de su Libro de la Curación, el polímata persa no dudó en afirmar que caían del cielo dos tipos de piedra (hierros y piedras) y realizar experimentos de fusión de meteoritos para ver si eran metálicos.
En la Edad Media, la iglesia cristiana combatió el culto de los meteoritos y exigió que esos símbolos paganos se retiraran y destruyeran. La concepción aristotélica del cielo prevalecía (los fragmentos de roca o de metal no pueden caer del cielo y no hay pequeños objetos celestes más allá de la Luna), por lo que los meteoritos se consideraban tanto una ilusión óptica (tesis de Guillaume de Conches), como artefactos terrestres (del tipo productos de la metalurgia) o como fenómenos atmosféricos causados por fragmentos de montañas arrancadas, por lavas expulsadas por los volcanes (la lluvia de meteoritos en Siena el 9 de julio de 1794 fue así atribuida a la proximidad del Vesubio), por la acción de un rayo o de un trueno, de ahí su designación particular de «piedra de rayo» (que podría confundirse erróneamente con fulgurita) o «piedra de trueno» (ejemplo la piedra del trueno de Ensisheim en 1492, la caída más antigua de que hay constancia en Europa). Del mismo modo, su nombre general no era fijo, el meteorito se denominaba indistintamente aerolito («piedra de aire»), uranolita («piedra de cielo»), etc.
Hasta el siglo XVIII, los estudiosos consideraban absurda la idea de que los meteoritos eran rocas llegadas del espacio exterior, especialmente porque los relatos antiguos y medievales de caídas de meteoritos a menudo asociaban esos fenómenos con la larga serie de prodigia, miracula  (prodigios y milagros, como la lluvia de animales, de leche, de sangre, de fuego y azufre, etc.) y omina  (presagios como la lluvia de piedras en el día del nacimiento de Carlos el Calvo), lo que despertaba el escepticismo de los académicos europeos racionalistas que se negaban a estudiar esas supersticiones. Los escasos ejemplares analizados resultaron ser más a menudo fósiles, herramientas prehistóricas supuestamente formadas por rayos o rocas comunes (su análisis generalmente destaca especies minerales terrestres como la pirita o la marcasita).
John Wallis, después de observar una lluvia de meteoritos en Inglaterra en 1676, sugirió que podía deberse a la reentrada atmosférica de los cometas.
El estudio de tres aerolitos caídos en Francia —Coutances en 1750, en Lucé en 1768 y en Aire-sur-la-Lys en 1769— supuso el inicio del estudio moderno de los meteoritos. Empezó con el caído en Lucé cuyas circunstancias fueron descritas en detalle por el abate Bachelay quien entrevistó a los lugareños que vieron el suceso. El informe resultante fue enviado a la Academia de Ciencias de Francia. La Academia respondió al llamado formando una comisión que investigó el meteorito, formada por Fougeroux de Bondaroy, Cadet de Gassicourt y Antoine Lavoisier. Tras realizar los análisis químicos la comisión llegó a la conclusión correcta de que el meteorito contenía pirita pero explicó erróneamente que la corteza negra del meteorito se debía a que la roca había sido fundida por un relámpago y era una «piedra de rayo». El fallo de los científicos de la comisión influyó a naturalistas en toda Europa que tendieron a rechazar su origen en caídas.
En el siglo XVIII y principios del XIX, la mayoría de los eruditos todavía pensaban que los meteoritos se formaban en la atmósfera, de acuerdo con la hipótesis más comúnmente aceptada de Eugène Louis Melchior Patrin en 1801: los meteoritos resultaban de la circulación de los fluidos gaseosos atmosféricos, que por la combinación de las moléculas gaseosas se solificaban. Se habían formulado otras hipótesis en la misma línea, como la formación durante una tormenta eléctrica por la acción de un rayo según Lavoisier (1769), o la formación a partir de las nubes según el médico Joseph Izarn (1803).
El origen extraterrestre interestelar había sido avanzado por el físico alemán Chladni en su obra Über den Ursprung der von Pallas gefundenen und anderer ihr ähnlichen Eisenmassen und über einige damit in Verbindung stehende Naturerscheinungen en 1794 [Del origen de la masa de hierro encontrada por Pallas y otros similares, y sobre algunos fenómenos naturales en relación con ellos], siendo reforzada su tesis por el análisis químico y mineralógico de varios meteoritos llevados a cabo en 1802 por Edward Charles Howard y Jacques Louis de Bournon que pusieron en evidencia en especial los cóndrulos.
El estudio científico completo de los meteoritos (análisis químico y recopilación de testimonios) no apareció realmente hasta 1803, fecha del meticuloso informe de Jean-Baptiste Biot a la Academia de Ciencias de París, realizado a solicitud del ministro Chaptal, sobre el meteorito L'Aigle que había caído el mismo año.
Un cambio notable en la comprensión de los meteoritos se dio a principios del siglo XIX cuando se admitió la existencia de cráteres de impacto en la superficie de la tierra, como en el caso del cráter Meteor. El astrónomo Denison Olmsted observó en 1833 que el radiante del enjambre de estrellas fugaces de las Leónidas no era arrastrado por la rotación de la Tierra, por lo que invalidaba definitivamente el origen terrestre y atmosférico de los meteoritos. Auguste Daubrée sistematizó la clasificación de los meteoritos a finales del siglo XIX.
Si bien ilustres científicos catastrófistas (Jean-Baptiste Biot, Siméon Denis Poisson, John Lawrence Smith en 1855) todavían estaban a favor de la hipótesis lunar de Pierre-Simon de Laplace (meteoritos llamados «piedras de Luna» resultantes de la erupción de volcanes lunares), la mayoría fue aceptando gradualmente la hipótesis extraterrestre de Chladni. Los intensos debates provocaron la constitución de colecciones de meteoritos para su mejor estudio: la mayoría de los museos de historia natural comenzaron a adquirir ejemplares a mediados del siglo XIX: el Museo Nacional de Historia Natural de París, el Museo de Historia Natural de Londres y la Smithsonian Institution de Washington, que hoy tienen las colecciones de meteoritos más importantes del mundo, lo deben a ese esfuerzo.
Con la hipótesis extraterrestre de Chladni ya bien establecida, hasta la década de 1950 se debatió sobre el origen exacto de los meteoritos (¿medio interestelar, interplanetario?), cuando se dio un consenso emergente sobre que la principal fuente de los meteoritos eran los asteroides; pero en la década de 1980 llegó el descubrimiento de meteoritos marcianos y meteoritos lunares.

### Estudios actuales
En un corto tiempo de unas pocas décadas, el disponer de análisis de laboratorio cada vez más detallados, la propia exploración espacial y las nuevas observaciones astronómicas dieron un vuelco al conocimiento del sistema solar.
La datación de meteoritos se llevó a cabo por radiocronología (datación 207Pb-206Pb) utilizando espectrómetros de masa de ionización secundaria o de plasma. Después de varios fracasos, el primero en fechar con éxito un meteorito fue el geoquímico Clair Cameron Patterson, quien estimó en 1956 la edad de un meteorito ferroso en 4550 millones de años, un tiempo correspondiente a la edad de la Tierra y la formación del sistema solar.
El estudio de los diferentes minerales presentes en una condrita (salida de un cuerpo parental no diferenciado) son idénticos a aquellos que se pueden encontrar sobre un planeta (cuerpo diferenciado) como la Tierra. De hecho, si se aplasta un fragmento de condrita hasta reducirlo a polvo, y después se acerca un imán para separar las partículas magnéticas de las que no lo son, se obtienen por un lado las partículas de hierro/níquel que constituyen el núcleo de un planeta como la Tierra y, por otro lado, principalmente silicatos idénticos a los presentes en el manto y la corteza terrestre. Estos estudios han llevado a los cosmoquímicos a profundizar en el tema y, en particular, a explicar mejor el fenómeno de la diferenciación planetaria.
El análisis químico de ciertas condritas carbonáceas (meteorito de Orgueil), que se sospecha que no provendrían de asteroides, sino de núcleos de cometas, o de acondritas (meteoritos probablemente de origen marciano, como el ALH 84001), revela la presencia de aminoácidos que son los «ladrillos» elementales de la vida y parecerían reforzar (si su origen quedara bien probado) la teoría de la panspermia que sostiene que la Tierra fue fecundada desde el exterior, por medios extraterrestres.
Los meteoritos marcianos permiten a los científicos comenzar a conocer más sobre la geología marciana incluso antes de que se hayan reportado muestras de ese planeta, lo cual es posible gracias a programas de investigación terrestre como ANSMET (ANtarctic Search for METeorites, Búsqueda de Meteoritos en la Antártida). Los conocimientos adquiridos gracias a estos meteoritos muy raros ayudará a esos mismos científicos en su investigación cuando finalmente tengan muestras tomadas del planeta rojo durante las misiones planificadas para los próximos años.
En cuanto a los meteoritos de origen lunar, brindan la oportunidad a los científicos que no tienen a su disposición muestras traídas por las misiones Apolo para trabajar en la historia de la formación de este satélite terrestre, en particular en la hipótesis del impacto gigante según la cual la Luna se habría originado por la colisión entre la Tierra y un cuerpo celeste del tamaño de Marte, llamado Théia, que se habría desprendido y proyectado de las eyecciones del manto terrestre, de las que una buena parte habría permanecido en órbita alrededor de este, volviendo a reacrecentarse para formar la Luna. Se trataría entonces del mayor meteorito que jamás hubiese cruzado la trayectoria de la Tierra, dando a luz a nuestro satélite.
La presencia de isótopos radiactivos del 26Al y de hierro 60Fe en inclusiones meteoríticas al comienzo del sistema solar permite, a partir de observaciones astronómicas de estrellas jóvenes, modelizar el entorno estelar del Sol primitivo: en menos de 20 millones de años, tres generaciones de estrellas, formadas por la compresión de gas después de las ondas de choque producidas por las supernovas de acuerdo con el escenario de Little Bang, se habrían sucedido en una nube molecular gigante para formar el sistema solar.
El primer caso moderno conocido de un meteorito espacial que golpea a una persona ocurrió el 30 de noviembre de 1954 en Sylacauga, Alabama. El meteorito Sylacauga, una piedra condrita de 4 kilogramos, atravesó el tejado y golpeó a Anna Hodges después de que entrara en la habitación y rebotara en su aparato de radio. Esto le provocó a la mujer una grave contusión en la cadera izquierda. Desde entonces, varias personas han afirmado haber sido golpeadas por «meteoritos», pero no se tiene constancia de que ningún meteorito lo haya hecho desde entonces.

## Meteoritos famosos

### Por peso
| N.º | Nombre            | Lugar             | País        | Peso (t) |
| --- | ----------------- | ----------------- | ----------- | -------- |
| 1   | Hoba              | Otjozondjupa      | Namibia     | 66       |
| 2   | Gancedo           | S.O. del Chaco    | Argentina   | 30,8     |
| 3   | El Chaco          | S. O. del Chaco   | Argentina   | 28,8     |
| 4   | Ahnighito / Carpa | N. O. Groenlandia | Groenlandia |          |
| 5   | Bacubirito        | Sinaloa           | México      | 24       |

### Otros
- Allan Hills 84001, el meteorito de Marte del que se dijo que probaba la existencia de vida en ese planeta.
- Meteorito Canyon Diablo, meteorito metálico usado por los norteamericanos nativos prehistóricos.
- Campo del cielo, lluvia de meteoritos metálicos sobre la provincia del Chaco (Argentina) sobre una localidad denominada Campo del Cielo hace aproximadamente 4000 años.
- Meteorito Nantan, meteorito metálico caído en China durante el 1518.
- Meteorito Allende, meteorito caído en México el año 1969, unos meses antes del alunizaje, por eso muchos científicos se interesaron en probar sus técnicas de análisis en él para estar listos para analizar las muestras lunares, en esos análisis, se descubrió que contenía carbono, uno de los principales ingredientes de la vida, y descubrieron que tenía 30 millones de años más que la Tierra.
- Cape York, uno de los meteoritos más grandes del mundo.
- Meteorito del evento de Cheliábinsk registrado el 15 de febrero de 2013 en la ciudad rusa homónima dejando cientos de heridos.
- Ensisheim, el meteorito más viejo cuya caída puede ser fechada exactamente (al 7 de noviembre de 1492).
- Fukang es la pallasita más grande del mundo con una masa de más de 1000 kg. El meteorito fue subastado en Bonhams donde pidieron cerca de 3 millones de dólares. Al final no lo vendieron.[66]
- Kaidun, posiblemente originario de la luna marciana Phobos.
- Orgueil, fue objeto de una falsificación en 1965 que implicó encajar una semilla adentro del meteorito.
- Sayh al Uhaymir 169, originario de la Luna; cayó a la tierra como resultado de impactos de meteoritos en la Luna.
- Sikhote-Alin, acontecimiento de impactos masivos de meteoritos metálicos que ocurrió el 12 de febrero de 1947.
- El Tagish Lake, meteorito caído en Columbia Británica, Canadá en 2000.
- Willamette, el meteorito más grande que se ha encontrado en los Estados Unidos.
- La Piedra Negra en la pared de la Kaaba en La Meca se piensa que probablemente sea un meteorito.
- Aparte de los meteoritos caídos sobre la Tierra, la roca apodada «Heat Shield Rock» es un meteorito que fue encontrado en Marte, y dos fragmentos minúsculos de asteroides fueron encontrados entre las muestras recogidas en la Luna por la misión Apolo 12 en 1969 y por el Apolo 15 en 1971.[67]
- Cráter de Chicxulub, en la península de Yucatán, en México.

## Meteoritos en la ficción
- 1972: en su novela de ciencia ficción Cita con Rama, Arthur C. Clarke introduce la idea del programa Vigilancia Espacial, que existe actualmente y cuya inspiración y nombre provienen de esta narración.
- 1977: El martillo de Lucifer. Novela de ciencia ficción escrita por Larry Niven y Jerry Pournelle.
- 1993: El martillo de Dios. Novela de ciencia ficción escrita por Arthur C. Clarke.
- 1998: Armageddon (película). Dir. Michael Bay. Int. Bruce Willis, Liv Tyler, Ben Affleck, Billy Bob Thornton.
- 1998: Deep Impact (película). Dir. Mimi Leder. Int. Elijah Wood, Morgan Freeman, James Cromwell, Robert Duvall.
- 2018: Red Dead Redemption 2 al norte del mapa, uno de los puntos de interés es un meteorito con árboles inclinados producto del cráter y la explosión